# LiveConnect
LiveConnectとは、Webページ内でJavaとJavaScriptとを相互通信できるようにする、Webブラウザーの機能である。スクリプトのように、Java側から、アプレットが或るページの埋め込みスクリプトを呼び出したり、ビルトインJavaScript環境にアクセスしたりできるようにする。逆に、アプレットのように、JavaScript側から、アプレット・メソッドを呼び出したり、Javaランタイム・ライブラリーにアクセスしたりできるようにする。
LiveConnectは、Netscape 4でのNPAPIプラグインのスクリプト機能の実装に、使用されていた。
現在、Rhinohideで、各アプレットが標準Javaバインディングを用いてwebページを操作できるようにする、アプレットへのDOMインターフェイスの実装に、使用されている。
LiveConnectのOpen Java Interface依存実装は、Mozilla 2 クリーンアップ活動の一環として、2009年6月後半、Mozillaソースコードツリーから、削除された。Sun Microsystemsから、再設計されたJREがリリースされたことで、必要とされなくなった。しかし、Appleが新JREをMac OS X上にまだ移植していない為、Gecko 1.9.2向けに古い実装が復元された。
再設計されたJREでサポートされているJava-JavaScriptの機能は、Open Java Interface固有のアプローチが放棄されたが、依然として“LiveConnect”と呼ばれている。